# San Manuel (Arizona)
San Manuel es un lugar designado por el censo (en inglés, census-designated place, CDP) ubicado en el condado de Pinal, Arizona, Estados Unidos. Según el censo de 2020, tiene una población de 3114 habitantes.

## Geografía
La localidad está ubicada en las coordenadas 32°36′33″N 110°38′29″O / 32.60917, -110.64139 (32.609133, -110.641508). Según la Oficina del Censo de los Estados Unidos, San Manuel tiene una superficie total de 53.75 km², correspondientes en su totalidad a tierra firme.

## Demografía
Según el censo de 2020, hay 3114 personas residiendo en San Manuel. La densidad de población es de 57,93 hab./km². El 63.78% son blancos, el 0.67% son afroamericanos, el 1.54% son amerindios, el 0.35% son asiáticos, el 0.16% son isleños del Pacífico, el 12.97% son de otras razas y el 20.52% son de una mezcla de razas. Del total de la población, el 48.49% son hispanos o latinos de cualquier raza.